# شهرستان بروکسل
شهرستان بروسل در منطقه بروکسل در کشور بلژیک واقع شده‌است.